# LCE3D
LCE3D (англ. Late cornified envelope 3D) – білок, який кодується однойменним геном, розташованим у людей на 1-й хромосомі. Довжина поліпептидного ланцюга білка становить 92 амінокислот, а молекулярна маса — 9 444.
| 10         |  | 20         |  | 30         |  | 40         |  | 50         |
| ---------- |  | ---------- |  | ---------- |  | ---------- |  | ---------- |
| MSCQQNQQQC |  | QPPPKCPSPK |  | CPPKSPVQCL |  | PPASSGCAPS |  | SGGCGPSSEG |
| GCFLNHHRRH |  | HRCRRQRPNS |  | CDRGSGQQGG |  | GSGCGHGSGG |  | CC         |

A: Аланін

C: Цистеїн

D: Аспарагінова кислота

E: Глутамінова кислота

F: Фенілаланін

G: Гліцин

H: Гістидин

K: Лізин

L: Лейцин

M: Метіонін

N: Аспарагін

P: Пролін

Q: Глутамін

R: Аргінін

S: Серин

Задіяний у такому біологічному процесі, як кератинізація. 